# Тайна семи циферблатов
Та́йна семи́ цифербла́тов (англ. The Seven Dials Mystery) — роман Агаты Кристи, написанный в 1929 году. Герой романа — суперинтендант Баттл, специализирующийся на щепетильных уголовных преступлениях, которые могут иметь определённый политический резонанс.

## Сюжет
Из министерства иностранных дел похищены документы, составляющие государственную тайну.
В загородном особняке Чимниз, арендованном на два года миллионером сэром Освальдом Кутом, на уик-энд собрались гости. Один из гостей, молодой «прожигатель жизни», странным образом погибает. У его тела предполагаемый убийца выставил в ряд семь будильников. Через некоторое время погибает другой гость, странный молодой человек, перед смертью прошептавший: «…семь циферблатов… скажите Джимми Тесайгеру». Гости и хозяева начинают собственное расследование.

## Экранизации
- В 1981 году британским режиссёром Тони Уормби был снят телевизионный фильм «Тайна семи циферблатов»[2] с Гарри Эндрюсом в роли суперинтенданта Баттла и Джоном Гилгудом в роли маркиза Кейтерэма.